# Großer Preis von Berlin 1962

Streckenskizze der AVUS

Der Große Preis von Berlin, auch Internationales AvD-Avus-Rennen (Grosser Preis von Berlin), Avus, war ein GT-Rennen das am 13. Mai 1962 auf der Berliner Avus ausgefahren wurde. Gleichzeitig war das Rennen der sechste Lauf zur Sportwagen-Weltmeisterschaft dieses Jahres.

## Das Rennen
Der Große Preis von Berlin zählte zu den GT-Rennen die im Rahmen der Sportwagen-Weltmeisterschaft 1962 ausgefahren wurden. Bis auf einen GSM Delta waren bei diesem Rennen nur Fahrzeuge der Marken Abarth und BMW am Start. Der Schweizer Robert Jenny siegte vor seinen Markenkollegen Herbert Demetz und Gérard Langlois van Ophem.

## Ergebnisse

### Schlussklassement
| 1           | GT 1.0 | 40 | Abarth                       | Robert Jenny              | Fiat-Abarth 1000 | 40 |
| 2           | GT 1.0 | 41 | Abarth                       | Herbert Demetz            | Fiat-Abarth 1000 | 40 |
| 3           | GT 1.0 | 37 | Equipe Nationale Belge       | Gérard Langlois van Ophem | Fiat-Abarth 1000 | 37 |
| 4           | GT 1.0 | 33 | Abarth                       | Hans-Georg Plaut          | Fiat-Abarth 1000 | 36 |
| 5           | GT 1.0 | 44 | Keith Holland                | Keith Holland             | GSM Delta        | 36 |
| 6           | GT 700 | 55 | Abarth                       | Teodoro Zeccoli           | Fiat-Abarth 700  | 35 |
| 7           | GT 1.0 | 39 | Equipe Nationale Belge       | Yves Deprez               | Fiat-Abarth 1000 | 34 |
| 8           | GT 700 | 51 | Renngemeinschaft Nürburgring | Walter Schneider          | BMW 700          | 34 |
| 9           | GT 1.0 | 36 | Abarth                       | Claude Bobrowski          | Fiat-Abarth 1000 | 33 |
| 10          | GT 700 | 57 | Wolfgang Seidel              | Wolfgang Seidel           | Fiat-Abarth 700  | 33 |
| 11          | GT 1.0 | 38 | Equipe Nationale Belge       | Claude Dubois             | Fiat-Abarth 1000 | 32 |
| 12          | GT 1.0 | 30 | Abarth                       | Hans Herrmann             | Fiat-Abarth 1000 | 32 |
| 13          | GT 700 | 46 | Renngemeinschaft Nürburgring | Hubert Hahne              | BMW 700          | 32 |
| 14          | GT 700 | 48 | Renngemeinschaft Nürburgring | Heinz Schreiber           | BMW 700          | 32 |
| 15          | GT 700 | 45 | Equipe Nationale Belge       | Carl Smet                 | BMW 700          | 30 |
| 16          | GT 700 | 49 | Renngemeinschaft Nürburgring | Jürgen Zink               | BMW 700          | 30 |
| 17          | GT 700 | 47 | Renngemeinschaft Nürburgring | Wolfgang Levy             | BMW 700          | 30 |
| 18          | GT 700 | 52 | Renngemeinschaft Nürburgring | Dieter Jeub               | BMW 700          | 29 |
| Ausgefallen |        |    |                              |                           |                  |    |
| 19          | GT 1.0 | 31 | Abarth                       | Eberhard Mahle            | Fiat-Abarth 1000 | 15 |
| 20          | GT 1.0 | 36 | Abarth                       | Oddone Sigala             | Fiat-Abarth 1000 | 15 |
| 21          | GT 1.0 | 52 | Abarth                       | Manfred Hönig             | Fiat-Abarth 1000 |    |
| 22          | GT 1.0 | 34 | Abarth                       | Mauro Bianchi             | Fiat-Abarth 1000 |    |
| 23          | GT 700 | 50 | Renngemeinschaft Nürburgring | Helfried Vogel            | BMW 700          |    |
| 24          | GT 700 | 52 | Abarth                       | Giovanni Pessina          | Fiat-Abarth 700  |    |

### Nur in der Meldeliste
Zu diesem Rennen sind keine weiteren Meldungen bekannt.

### Klassensieger
| Klasse | Fahrer          | Fahrzeug         | Platzierung im Gesamtklassement |
| ------ | --------------- | ---------------- | ------------------------------- |
| GT 1.0 | Robert Jenny    | Fiat-Abarth 1000 | Gesamtsieg                      |
| GT 700 | Teodoro Zeccoli | Fiat-Abarth 700  | Rang 6                          |

### Renndaten
- Gemeldet: 24
- Gestartet: 24
- Gewertet: 18
- Rennklassen: 2
- Zuschauer: unbekannt
- Wetter am Renntag: Regen
- Streckenlänge: 8,300 km
- Fahrzeit des Siegerteams: 1:52:23,800 Stunden
- Gesamtrunden des Siegerteams: 40
- Gesamtdistanz des Siegerteams: 332,000 km
- Siegerschnitt: 177,229 km/h
- Pole Position: Eberhard Mahle – Fiat-Abarth 1000 (#31) – 2:44,800 = 181,311 km/h
- Schnellste Rennrunde: Robert Jenny – Fiat-Abarth 1000 (#31) – 2:40,100 = 186,633 km/h
- Rennserie: 6. Lauf zur Sportwagen-Weltmeisterschaft 1962